# Круг Мора
Круг Мора — графическое представление нормальных напряжений и касательных напряжений, разработанное профессором Отто Мором (1835—1918)..
Круг Мора также можно использовать для нахождения главных плоскостей и главных напряжений в графическом представлении, и это один из самых простых способов сделать это.

## История
Первым человеком, создавшим графическое представление напряжений для продольных и поперечных напряжений изгибаемой горизонтальной балки был Карл Кульман. Вклад Мора заключается в использовании этого подхода для плоского и объёмного напряжённых состояний и определение критерия прочности, основанного на круговой диаграмме напряжений.

## Физический смысл
Внутренние усилия возникают между частицами сплошного деформируемого тела в качестве реакции на прикладываемые внешние силы: поверхностные и объёмные. Эта реакция согласуется со вторым законом Ньютона, приложенным к частицам материальных объектов. Величина интенсивности этих внутренних сил называется механическим напряжением. Так как тело считается сплошным, эти внутренние силы распределяются непрерывно по всему объёму рассматриваемого объекта.
В инженерном деле распределение напряжений в объекте определяется через анализ его напряжённо-деформируемого состояния для получения значений напряжений в каждой материальной точке объекта. Согласно Коши напряжение в любой точке сплошного материального тела полностью определяется девятью компонентами напряжений {\displaystyle \sigma _{ij}} тензора напряжений, {\displaystyle {\boldsymbol {\sigma }}}:
{\displaystyle {\boldsymbol {\sigma }}=\left[{\begin{matrix}\sigma _{11}&\sigma _{12}&\sigma _{13}\\\sigma _{21}&\sigma _{22}&\sigma _{23}\\\sigma _{31}&\sigma _{32}&\sigma _{33}\\\end{matrix}}\right]\equiv \left[{\begin{matrix}\sigma _{xx}&\sigma _{xy}&\sigma _{xz}\\\sigma _{yx}&\sigma _{yy}&\sigma _{yz}\\\sigma _{zx}&\sigma _{zy}&\sigma _{zz}\\\end{matrix}}\right]\equiv \left[{\begin{matrix}\sigma _{x}&\tau _{xy}&\tau _{xz}\\\tau _{yx}&\sigma _{y}&\tau _{yz}\\\tau _{zx}&\tau _{zy}&\sigma _{z}\\\end{matrix}}\right]}
После того как распределение напряжений было определено относительно координатной системы {\displaystyle (x,y)}, может быть необходимо определить компоненты тензора напряжений в частной материальной точке {\displaystyle P} относительно повернутой координатной системы {\displaystyle (x',y')}, то есть напряжения, действующие на площадке с различной ориентацией, проходящей через интересующую нас точку. Например, может быть необходимо найти максимальное нормальное напряжение или максимальное касательное напряжение и направление, в котором они действуют. Для решения этой задачи необходимо совершить преобразование тензора напряжений. Графическим представлением этого преобразования тензора напряжений является круг Мора.

## Уравнения круга Мора
Для получения уравнения круга Мора для плоского напряжённого состояния рассматривается двумерное бесконечно малое материальное тело, находящееся вокруг материальной точки {\displaystyle P} с единичной площадкой в направлении, параллельном плоскости {\displaystyle y}-{\displaystyle z}, то есть перпендикулярно к зрителю.
Исходя из условий равновесия бесконечно малого материального тела величины нормального напряжения {\displaystyle \sigma _{\mathrm {n} }} и касательного напряжения {\displaystyle \tau _{\mathrm {n} }} равны:
{\displaystyle \sigma _{\mathrm {n} }={\frac {1}{2}}(\sigma _{x}+\sigma _{y})+{\frac {1}{2}}(\sigma _{x}-\sigma _{y})\cos 2\theta +\tau _{xy}\sin 2\theta }
{\displaystyle \tau _{\mathrm {n} }=-{\frac {1}{2}}(\sigma _{x}-\sigma _{y})\sin 2\theta +\tau _{xy}\cos 2\theta }
Эти два уравнения являются параметрическим представлением круга Мора.

## Вывод параметрических уравнений круга Мора
Рассмотрим условия равновесия треугольной призмы, образованной путём сечения элементарного параллелепипеда наклонной площадкой. Нормальное напряжение {\displaystyle \sigma _{\mathrm {n} }} действует на площадке площадью {\displaystyle dA}. Из равенства проекций сил на ось {\displaystyle \sigma _{\mathrm {n} }} (ось {\displaystyle x'}) получаем:
{\displaystyle \ {\begin{aligned}\sum F_{x'}&=\sigma _{\mathrm {n} }dA-\sigma _{x}dA\cos ^{2}\theta -\sigma _{y}dA\sin ^{2}\theta -\tau _{xy}dA\cos \theta \sin \theta -\tau _{xy}dA\sin \theta \cos \theta =0\\\sigma _{\mathrm {n} }&=\sigma _{x}\cos ^{2}\theta +\sigma _{y}\sin ^{2}\theta +2\tau _{xy}\sin \theta \cos \theta \\\end{aligned}}}
Известно, что
{\displaystyle \cos ^{2}\theta ={\frac {1+\cos 2\theta }{2}},\qquad \sin ^{2}\theta ={\frac {1-\cos 2\theta }{2}},\qquad \sin 2\theta =2\sin \theta \cos \theta }
Тогда можно получить
{\displaystyle \sigma _{\mathrm {n} }={\frac {1}{2}}(\sigma _{x}+\sigma _{y})+{\frac {1}{2}}(\sigma _{x}-\sigma _{y})\cos 2\theta +\tau _{xy}\sin 2\theta }
Касательное напряжение {\displaystyle \tau _{\mathrm {n} }} также действует на площадке площадью {\displaystyle dA}. Из равенства проекций сил на ось {\displaystyle \tau _{\mathrm {n} }} (ось {\displaystyle y'}) получаем:
{\displaystyle \ {\begin{aligned}\sum F_{y'}&=\tau _{\mathrm {n} }dA+\sigma _{x}dA\cos \theta \sin \theta -\sigma _{y}dA\sin \theta \cos \theta -\tau _{xy}dA\cos ^{2}\theta +\tau _{xy}dA\sin ^{2}\theta =0\\\tau _{\mathrm {n} }&=-(\sigma _{x}-\sigma _{y})\sin \theta \cos \theta +\tau _{xy}\left(\cos ^{2}\theta -\sin ^{2}\theta \right)\\\end{aligned}}}
Известно, что
{\displaystyle \cos ^{2}\theta -\sin ^{2}\theta =\cos 2\theta ,\qquad \sin 2\theta =2\sin \theta \cos \theta }
Тогда можно получить
{\displaystyle \tau _{\mathrm {n} }=-{\frac {1}{2}}(\sigma _{x}-\sigma _{y})\sin 2\theta +\tau _{xy}\cos 2\theta }